# Автоматический пистолет

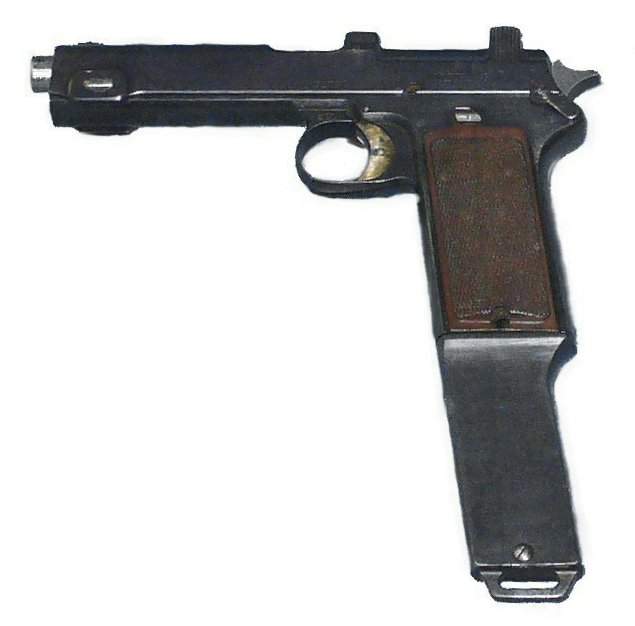
Автоматический пистолет Steyr M1912 M12/P16.

Автомати́ческий пистоле́т — разновидность короткоствольного стрелкового самозарядного оружия под пистолетный патрон с возможностью ведения непрерывного огня. Первый действующий автоматический пистолет сделали в Австро-Венгрии на оружейной фабрике города Штайр в 1916 году (на фото выше).

## Отличительные особенности
С точки зрения русской (советской) классификации автоматическим называется любое оружие, использующее для перезаряжания энергию пороховых газов после выстрела, вне зависимости от возможности ведения непрерывного (очередями) огня.
Оружие, способное вести огонь очередями, называется самострельным, а только одиночными — самозарядным.
Практически все современные пистолеты являются «автоматическими». Поэтому в современной российской терминологии самозарядные пистолеты являются просто пистолетами, а «самострельные» пистолеты, способные вести огонь очередями, называют «пистолетами-пулемётами». На сегодняшний день огромное количество видов вооружения, отнесённых к типу пистолетов, являются как «автоматическими», так и «самозарядными», два этих термина — синонимичны. 
В англоязычной терминологии автоматическим (англ. automatic) называют любой пистолет (и вообще любое оружие), использующий энергию отдачи или энергию пороховых газов для приведения оружия в готовность к следующему выстрелу (перезарядки), при этом различают пистолеты semi-automatic («полуавтоматические», в российских терминах — самозарядные) и fullу-automatic («полностью автоматические», в российских терминах — собственно автоматические или самострельные, способные к непрерывной стрельбе очередями без повторных нажатий на спусковой крючок), или machine pistols (калька с нем. Maschinenpistole, причём в немецком языке этот термин означает пистолет-пулемёт). К последним нередко причисляют оружие, которое в российской литературе традиционно относится к классу пистолетов-пулемётов, например чешский Škorpion vz. 61.
Термины «полуавтоматический» и «полностью автоматический», нередкие в русских переводах англоязычных текстов, с точки зрения принятой терминологии являются некорректными.
Термин «автоматический» по отношению к пистолету в российской и советской литературе начала — середины XX века мог обозначать и самозарядную конструкцию. Это относится к специальной литературе, посвящённой вопросам проектирования оружия, для которой строгое следование принятой терминологии критически важно.
Термин же «полуавтоматический» в российской терминологии обозначает оружие (как правило, это артиллерийские системы), перезарядка которого автоматизирована лишь частично — обычно в нём стреляная гильза извлекается автоматикой, а досылание в ствол нового патрона производится уже вручную.

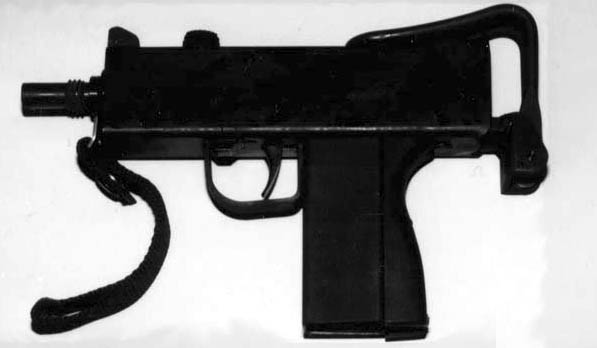
Малогабаритный пистолет-пулемёт Ingram MAC-11 по своим характеристиками приближается к автоматическим пистолетам. Существует самозарядный вариант, классифицируемый уже как пистолет.

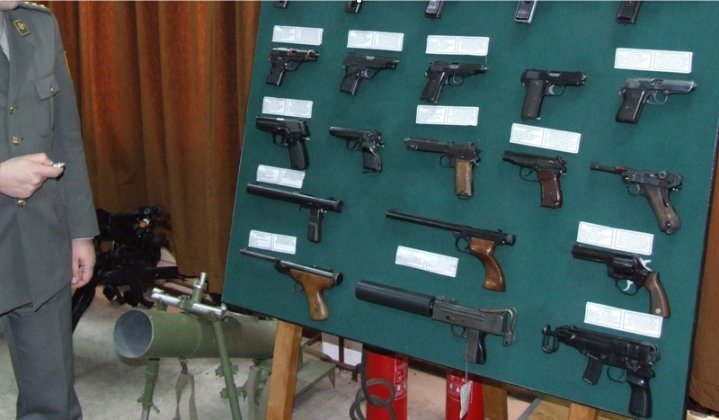
MAC-11 на стенде для сравнения с пистолетами.

От малогабаритного пистолета-пулемёта автоматический пистолет под тот же патрон отличается тем, что автоматический огонь для него является не основным, а вспомогательным режимом, а также наличием типичного именно для пистолетов окружающего ствол кожуха-затвора, меньшими габаритами, длиной ствола, ёмкостью магазина, мощностью, и так далее. Хотя, например, польский PM-63 RAK относится к ПП, но имеет кожух-затвор пистолетного типа, а Micro Uzi или Ingram MAC-10 / MAC-11, хоть и построены по схеме «настоящего» ПП, всё же по функциональности ближе к автоматическим пистолетам. Так что граница между двумя этими классами достаточно размыта.
С другой стороны, имеются малогабаритные пистолеты-пулеметы, выпущенные для гражданского рынка в варианте, допускающем ведение только одиночного огня, и классифицируемых как пистолеты.
Иногда встречается мнение, что разница между малогабаритным ПП и автоматическим пистолетом состоит в том, что последний может носиться в кобуре пистолетного типа, а первый — на ремне при помощи антабок.
Обычно для повышения точности стрельбы автоматическому пистолету придаётся складной приклад или кобура-приклад, примыкаемая к рукоятке.

## Список автоматических пистолетов
- Steyr M12/P16 — первый в мире автоматический пистолет.
- АПС (автоматический пистолет Стечкина)
- АПБ — «бесшумная» модель автоматического пистолета Стечкина
- ОЦ-23 Дротик
- ОЦ-33 Пернач
- ВАГ-73
- Тип 80 — китайская модернизация автоматического Mauser M712
- Colt M1911 Baby Machine Gun
- Beretta M951R
- Beretta 93R
- Glock 18
- HK VP70
- CZ 75 FA
- Grand Power K102R
- Grand Power K105R
- Pistol Md. 1998[англ.]
- Astra 900[англ.]

## Пистолеты-пулемёты, по характеристикам близкие к автоматическим пистолетам
- Ingram MAC-10
- IMI Micro Uzi
- MAC-11
- PM-63 RAK
- Steyr TMP
- Šcorpion vz. 61
- Застава М84 - югославская копия vz.61
- ПП-2000
- АЕК-919К «Каштан»